# Филип Вилхелм (Пфалц)
Филип Вилхелм фон дер Пфалц (на немски: Philipp Wilhelm von der Pfalz; * 4 октомври 1615, Нойбург на Дунав; † 12 септември 1690, Виена) от род Вителсбахи (Линия Пфалц-Нойбург), е пфалцграф и херцог на Пфалц-Нойбург (1653 – 1690), херцог на херцог на Юлих и Берг (1653 – 1690), също пфалцграф-курфюрст на Пфалц (1685 – 1690).

## Произход
Син е на Волфганг Вилхелм (1578 – 1653), херцог на Юлих и Пфалц-Нойбург, и първата му съпруга Магдалена Баварска (1587 – 1628), дъщеря на херцог Вилхелм V от Бавария.
С договора в Клеве (19 септември 1666 година) Филип Вилхелм получава Херцогство Юлих и Херцогство Берг.
През пролетта на 1690 г. Филип Вилхелм пътува до Виена за коронизацията на своя внук Йозеф за немски крал. Там той умира на 2 септември 1690 г.

## Фамилия
Първи брак: на 9 юни 1642 г. във Варшава с принцеса Анна Катарина Констанца Васа (1619 – 1651), дъщеря на краля на Полша-Литва и Швеция, Сигизмунд III Васа, и на Констанца Австрийска. Те имат един мъртвороден син (*/† 18 юли 1645).
Втори брак: на 3 септември 1653 г. в Швалбах с 20 години по-младата принцеса Елизабет Амалия фон Хесен-Дармщат (1635 – 1709), дъщеря на ландграф Георг II фон Хесен-Дармщат и София Елеонора Саксонска. Те имат 17 деца, от които 14 порастват:
- Елеонора Магдалена Тереза (1655 – 1720)

∞ 1676 император Леополд I (1640 – 1705)
- Мария Аделхайд Анна (1656 – 1656)
- София Елизабет (1657 – 1658)
- Йохан Вилхелм (1658 – 1716), курфюрст на Пфалц
- Волфганг Георг Фридрих (1659 – 1683), епископ на Кьолн
- Лудвиг Антон (1660 – 1694), епископ на Вормс
- Карл III Филип (1661 – 1742), курфюрст на Пфалц
- Александър Сигмунд (1663 – 1737), княз-епископ на Аугсбург
- Франц Лудвиг (1664 – 1732), архиепископ на Трир и Майнц
- Фридрих Вилхелм (1665 – 1689)
- Мария София (1666 – 1699)

∞ 1687 крал Петер II от Португалия
- Мария-Анна (1667 – 1740)

∞ 1690 крал Карлос II от Испания
- Филип Вилхелм Август (1668 – 1693)
- Доротея София (1670 – 1748)

1. ∞ 1690 херцог Одоардо II Фарнезе от Парма и Пиаченца (1666 – 1693)
2. ∞ 1696 херцог Франческо Фарнезе от Парма и Пиаченца (1678 – 1727)

- Хедвиг Елизабет Амелия (1673 – 1722)

∞ 1691 Якоб Лудвиг Собиески от Полша (1668 – 1737)
- Йохан (*/† 1 февруари 1675), живее само 5 часа
- Леополдина Елеонора (1679 – 1693), умира като годеница на курфюрст Максимилиан II Емануел от Бавария